# Deutschland (sous-marin)
Le Deutschland est un sous-marin cargo allemand. Entré en service en 1916, durant la Première Guerre mondiale, il est intégré à la marine impériale.
Il avait une capacité d'emport de 700 tonnes, en grande partie en dehors de sa coque de pression ; il pouvait naviguer à 15 nœuds en surface et à 7 nœuds en plongée. Son équipage de 29 hommes était commandé par Paul König, ancien capitaine de la Marchande.

## Historique
Pour son premier voyage transatlantique, à partir du 23 juin 1916, il emportait 163 tonnes de teintures chimiques recherchées, des médicaments et du courrier. Passant la Manche sans être détecté, il arrive à Baltimore le 8 juillet et reprit rapidement la mer avec 348 tonnes de caoutchouc, 341 tonnes de nickel et 93 tonnes d'étain ; il arriva à Bremerhaven le 25 août, après avoir parcouru 8 450 milles nautiques, dont seulement 190 en plongée.
Le voyage dégagea un bénéfice de 17,5 millions de Reichsmarks, plus de quatre fois le prix de construction, surtout grâce à la vente de sa première cargaison, au prix d'environ 1 250 US$ par livre (en dollars de 2005). Les produits rapportés couvrirent les besoins de l'industrie de guerre allemande pendant plusieurs mois.
Un deuxième voyage similaire en octobre-décembre de la même année rencontra aussi un grand succès, en transportant les mêmes cargaisons. Le Deutschland fut toutefois légèrement endommagé dans une collision avec un remorqueur à New London.
À son retour, le capitaine Paul König écrivit un livre sur les voyages du Deutschland, publié à de nombreux exemplaires dans un but de propagande en Allemagne comme aux États-Unis
Un troisième voyage prévu en janvier 1917 fut annulé après que les États-Unis furent entrés en guerre contre l'Allemagne ; cette déclaration de guerre intervint entre autres à la suite des actions des sous-marins (militaires) allemands coulant des navires naviguant vers l'Angleterre, parfois à proximité des côtes américaines.

## SM U-155
Le sous-marin fut repris par la Kaiserliche Marine et converti en croiseur sous-marin nommé U-155 ; il coula un total de 43 navires pendant trois campagnes.

### Croisères[pasclair](campagnes)

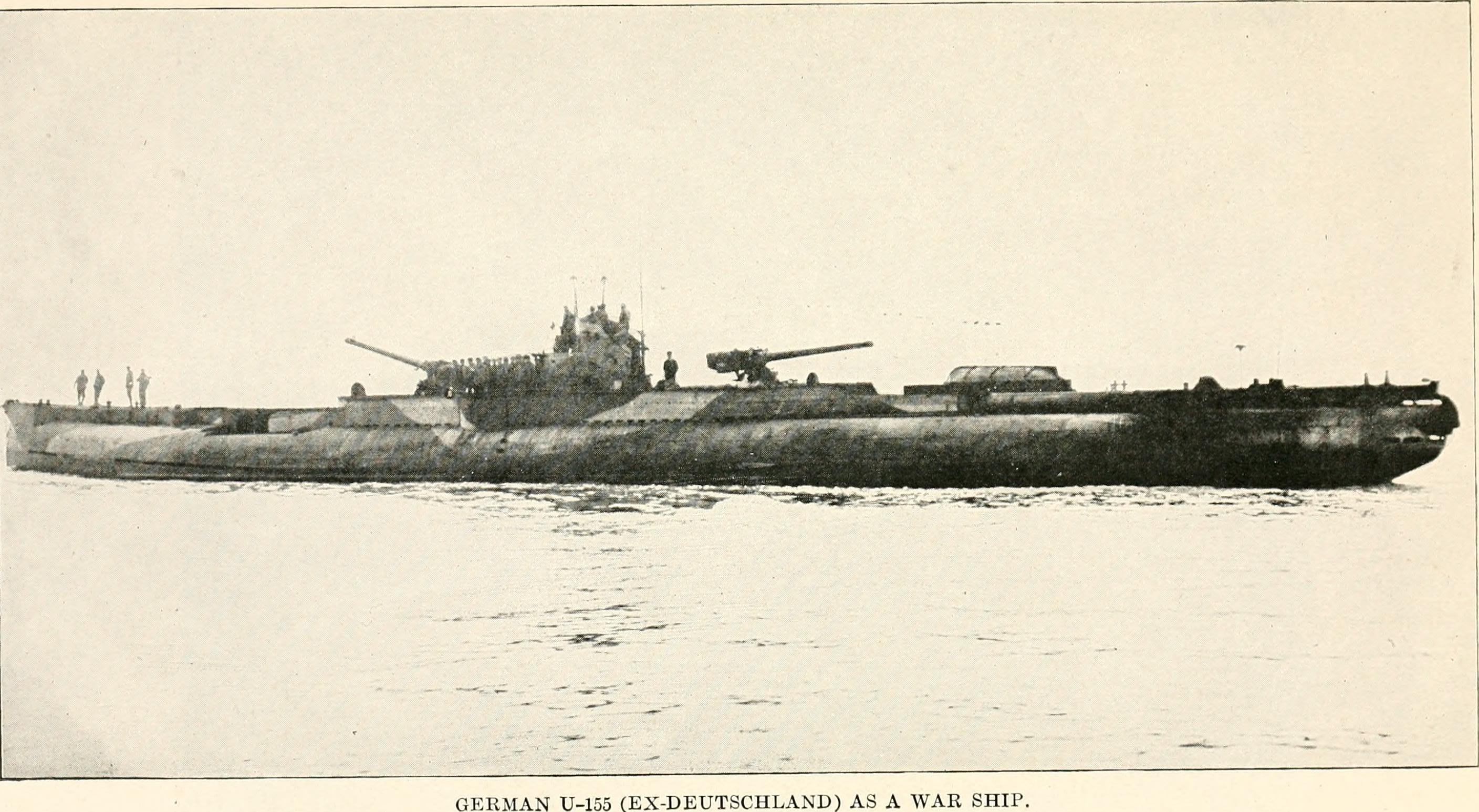
Sous-marin allemand SM U-155 (ex Deutschland)

Le U-155 est responsable de la rupture intentionnelle de trois câbles sous-marins, le 12 février 1918, au départ de Lisbonne. Occasionnellement, il utilise un cargo de prise comme navire auxiliaire, avec un équipage de prise.
Il ressort des journaux de campagnes que ce genre de sous-marin est handicapé par sa faible vitesse en surface par rapport à des cargos plus rapides. Les attaques, tant à la torpille qu'au canon, échouent et font prendre des risques au croiseur sous-marin.
| Date              | Nom              | Nationalité      | Tonnage | Résultat  |
| ----------------- | ---------------- | ---------------- | ------- | --------- |
| 2 juin 1917       | Hafursfjord      | Norvège          | 1 669   | Coulé     |
| 10 juin 1917      | Scottish Hero    | Canada           | 2 205   | Coulé     |
| 14 juin 1917      | Aysgarth         | Royaume-Uni      | 3 118   | Coulé     |
| 30 juin 1917      | Benguela         | Norvège          | 4 612   | Coulé     |
| 30 juin 1917      | Siraa            | Norvège          | 1 938   | Coulé     |
| 7 juillet 1917    | Coblenz          | Royaume-Uni      | 1 338   | Endommagé |
| 8 juillet 1917    | Ruelle           | France           | 3 583   | Coulé     |
| 12 juillet 1917   | Calliope         | Royaume-Uni      | 2 883   | Coulé     |
| 14 juillet 1917   | Chalkydon        | Grèce            | 2 870   | Coulé     |
| 18 juillet 1917   | Ellen            | Norvège          | 3 877   | Coulé     |
| 20 juillet 1917   | Hanseat          | Norvège          | 3 358   | Coulé     |
| 21 juillet 1917   | Doris            | Royaume d'Italie | 1 355   | Coulé     |
| 21 juillet 1917   | John Twohy       | États-Unis       | 1 019   | Coulé     |
| 21 juillet 1917   | Willena Gertrude | Royaume-Uni      | 317     | Coulé     |
| 31 juillet 1917   | Madeleine        | France           | 2 709   | Coulé     |
| 31 juillet 1917   | Snowdonian       | Royaume-Uni      | 3 870   | Coulé     |
| 1er août 1917     | Alexandre        | France           | 2 671   | Coulé     |
| 2 août 1917       | Marthe           | France           | 3 119   | Coulé     |
| 7 août 1917       | Christiane       | États-Unis       | 964     | Coulé     |
| 7 août 1917       | Iran             | Royaume-Uni      | 6 250   | Coulé     |
| 16 février 1918   | Tea              | Royaume d'Italie | 5 395   | Coulé     |
| 18 février 1918   | Cecil L. Shave   | Royaume-Uni      | 102     | Coulé     |
| 23 février 1918   | Sardinero        | Espagne          | 2 170   | Coulé     |
| 4 mars 1918       | Antioco Accame   | Royaume d'Italie | 4 439   | Coulé     |
| 13 mars 1918      | Wegadesk         | Norvège          | 4 271   | Coulé     |
| 15 mars 1918      | Joaquina         | Espagne          | 333     | Endommagé |
| 18 mars 1918      | Prometeo         | Royaume d'Italie | 4 455   | Coulé     |
| 18 mars 1918      | Reidar           | Norvège          | 3 574   | Coulé     |
| 24 mars 1918      | Avala            | Royaume d'Italie | 3 834   | Coulé     |
| 24 mars 1918      | Jorgina          | Royaume-Uni      | 103     | Coulé     |
| 25 mars 1918      | Rio Ave          | Portugal         | 179     | Coulé     |
| 27 mars 1918      | Watauga          | Royaume-Uni      | 127     | Coulé     |
| 1er avril 1918    | Lusitano         | Portugal         | 529     | Coulé     |
| 7 avril 1918      | Sterope          | Royaume d'Italie | 9 500   | Coulé     |
| 13 avril 1918     | Harewood         | Royaume-Uni      | 4 150   | Coulé     |
| 16 avril 1918     | Nirpura          | Royaume-Uni      | 7 640   | Coulé     |
| 23 avril 1918     | Frances          | Royaume-Uni      | 54      | Coulé     |
| 31 août 1918      | Gamo             | Portugal         | 343     | Coulé     |
| 2 septembre 1918  | Stortind         | Norvège          | 2 510   | Coulé     |
| 7 septembre 1918  | Sophia           | Portugal         | 162     | Coulé     |
| 12 septembre 1918 | Leixoes          | Portugal         | 3 245   | Coulé     |
| 20 septembre 1918 | Kingfisher       | États-Unis       | 353     | Coulé     |
| 3 octobre 1918    | Alberto Treves   | Royaume d'Italie | 3 838   | Coulé     |
| 4 octobre 1918    | Industrial       | Royaume-Uni      | 330     | Coulé     |
| 12 octobre 1918   | Amphion          | États-Unis       | 7 409   | Endommagé |
| 17 octobre 1918   | Lucia            | États-Unis       | 6 744   | Coulé     |

### Capture et fin
Après la guerre, il fut pris par les Britanniques et rapporté comme trophée de guerre en décembre 1918. Démoli en 1921, son histoire se termina tragiquement avec la mort de cinq ouvriers tués dans une explosion lors de la démolition.